# 桓焉
桓焉（？—143年），字叔元，沛郡龙亢人，东汉大臣。桓荣之孙，桓郁的儿子。
少以父任为郎，明经笃行，他为侍中步兵校尉。作为太子刘保的太子少傅、太子太傅。先后担任光禄大夫、太常，汉安帝要废太子为济阴王，他和太仆来历、廷尉张晧劝谏，没有成功。延光四年（125年）十一月，刘保即位为汉顺帝，拜桓焉太傅，与太尉朱宠并录尚书事。视事三年，因辟召禁锢的人为吏而被免太傅。后为光禄大夫。阳嘉二年（133年），代来历为大鸿胪，几日后，迁为太常。永和五年（140年），代王龚为太尉。汉安元年（142年），以日食免职。第二年，在家中去世。弟子中有黄琼、杨赐，其孙桓典。

## 传记文献
- 《后汉书》卷三十七·桓荣丁鸿列传第二十七